# Rivoreta
Rivoreta è una frazione del comune italiano di Abetone Cutigliano, nella provincia di Pistoia, in Toscana.

## Geografia fisica
L'abitato sorge alle pendici del Monte Libro Aperto, a 900 metri di quota, sul versante esposto a sud, in un'area compresa dai torrenti Rio Botre a ovest e Rio Maggiore ad est, entrambi affluenti del fiume Lima. La frazione comprende diverse località poste sia lungo la strada comunale che la attraversa sia nella zona soprastante in direzione Libro Aperto. Lungo la strada si annoverano: Rio Botre, posta nei pressi della confluenza dell'omonimo torrente col Lima, Rivoreta Bassa, nei pressi del Rio Fossaccio, affluente del Lima, La Serra e Corniglie. Nella zona alta della frazione invece si incontrano Serretto, Perabacciole e Spelonca, nei pressi della quale scorre il Rio della Spelonca, affluente del Rio Botre, in direzione nord ovest; e Pianellaccio, Podere, Catino e Serrata in direzione nord est. Serrata è l'ultimo gruppo di case abitate che si incontra salendo verso il monte e per questo in tale località la strada asfaltata si interrompe lasciando il posto al sentiero CAI 08 in direzione Libro Aperto.

## Monumenti e luoghi d'interesse
Chiesa dei Santi Rocco e Sebastiano
La chiesa dei Santi Rocco e Sebastiano è la chiesa parrocchiale della frazione, situata nella piazza principale. Le origini della chiesa risalgono al XVII secolo, quando è documentata la presenza di un oratorio dedicato a san Rocco dipendente dalla pievania di Cutigliano. Nel 1892 venne edificata la nuova chiesa e il 10 aprile 1913 il vescovo Andrea Sarti la elevò a parrocchia con il titolo di San Sebastiano. Nel 1937 fu realizzato il rosone centrale sulla facciata. Danneggiata da un terremoto, la chiesa fu ristrutturata tra gli anni ottanta e novanta del XX secolo.

## Cultura
Museo etnologico della gente dell'Appennino Pistoiese
Si tratta del museo etnografico della frazione e del territorio dell'Appennino Pistoiese, dedicato agli antichi mestieri, come il taglio del bosco o la produzione della lana. Fondato negli anni settanta del Novecento, raccoglie numerosi oggetti della vita quotidiana degli abitanti dell'Appennino.